# Bei Dir war es immer so schön
Bei Dir war es immer so schön ist ein deutscher Spielfilm von Hans Wolff aus dem Jahr 1954.

## Handlung
Peter Martens lebt wie sein bester Freund Karl Holler nur für die Musik. Er liebt Elisabeth, deren Vater sie jedoch nur einem Mann zur Frau geben will, der etwas „Richtiges“ im Leben gelernt hat. Peter stellt seine Musik zurück, auch wenn er von einer bekannten Kabarettsängerin bereits die Empfehlung erhalten hat, sich bei Musikverleger Conrads in Berlin vorzustellen. Nach zwei Jahren ohne Musik stimmt Elisabeths Vater einer Heirat zu, doch schon während der Flitterwochen zieht es Peter nach Berlin, wo er sein musikalisches Glück versuchen will. Obwohl Conrads ihn zunächst ablehnt, merkt der bald, dass Peter auf Frauen wirkt und engagiert ihn als Barpianisten. Bald schon steigt Peter zusammen mit seinem Texter Karl auf, komponiert erst Titel, dann ganze Revuen und Ballettmusiken und bald wollen die größten Stars ihrer Zeit mit ihm zusammenarbeiten. Peters Ehe leidet unter seiner ständigen Arbeit, zumal Elisabeth nach entsprechenden Zeitungsberichten glaubt, er habe eine Affäre mit einer Balletttänzerin. Irgendwann zieht sie aus der gemeinsamen Wohnung aus und will erst wieder zu Peter zurückkehren, wenn sie sich sicher sein kann, dass er sie noch liebt. Sie hat zudem einen anderen, geheimen Grund, nicht zu ihrem Mann zurückzukehren. Peter sieht die Schuld einer Trennung jedoch bei ihr und verweigert den ersten Schritt zur Versöhnung.
Erst ein alternder Filmstar, für dessen letzten Film Peter die Musik schreibt, bringt ihn zum Nachdenken: Die Diva will aus dem Filmgeschäft aussteigen, um in Zukunft mit ihrer Familie zu leben, da sie Geschäftliches und Privates strikt trennt. Als Peter kurze Zeit später in einer Bar die inzwischen abgestiegene Kabarettsängerin wiedertrifft, die ihm am Anfang seiner Karriere den Kontakt zu Conrads vermittelt hatte, schreibt er den Schlager So oder so ist das Leben nur für sie – sie stellt ihn zum ersten Mal der Öffentlichkeit vor und erhält sofort einen Plattenvertrag. Peter hat der Liedtext – „Du musst entscheiden, wie du leben willst, nur darauf kommt es an“ – bewegt, so dass er in seine Wohnung zu Elisabeth zurückkehrt. Dort trifft er nur ihre Tante Martha vor, die ihm mitteilt, dass Elisabeth im Krankenhaus sei – sie erwartet ein Kind von ihm. Er eilt zu Elisabeth ins Krankenhaus und verspricht, sein Leben zu ändern. Als er gerade sein erstes Radiokonzert dirigiert, erfährt er, dass Elisabeth Zwillinge auf die Welt gebracht hat. Er ändert spontan sein für die Radioübertragung festgelegtes Programm. Er spielt nun nur für seine Frau das Stück, das er einmal für sie geschrieben hat, weiß er doch, dass Elisabeth am Radio der Übertragung lauscht.

## Produktion
Die Dreharbeiten fanden im Januar 1954 in Berlin und Hamburg statt, die Produktion erfolgte im Atelier Hamburg-Wandsbek. Der Film wurde am 16. April 1954 im Stuttgarter Universum uraufgeführt.
Der Film ist eine biografische Hommage an den Komponisten Theo Mackeben, der Anfang 1953 verstorben war. Im Film werden zahlreiche seiner bekanntesten Schlager von Stars der 1930er- und 1940er-Jahre wie Zarah Leander und Kirsten Heiberg gesungen.

## Kritik
Das Lexikon des internationalen Films meinte, Bei Dir war es immer so schön sei eine „Standardstory vom allzu schnell erfolgreichen Schlagerkomponisten, der beruflich und privat vorübergehend den Überblick verliert. Eine unerhebliche Rahmenhandlung für ein Medley von Mackeben-Evergreens und die Gastauftritte populärer Show-Stars (Zarah Leander, Kirsten Heiberg, Margot Hielscher, Willi Forst u. a.).“
Cinema konstatierte: „Schön an der vor Harmlosigkeit förmlich triefenden Schmonzette ist nur, wie Zarah Leander und Margot Hielscher deutsche Evergreens trällern. Fazit: Deutscher Mief  etwas aufgepäppelt.“